# Zbigniew Szczepkowski

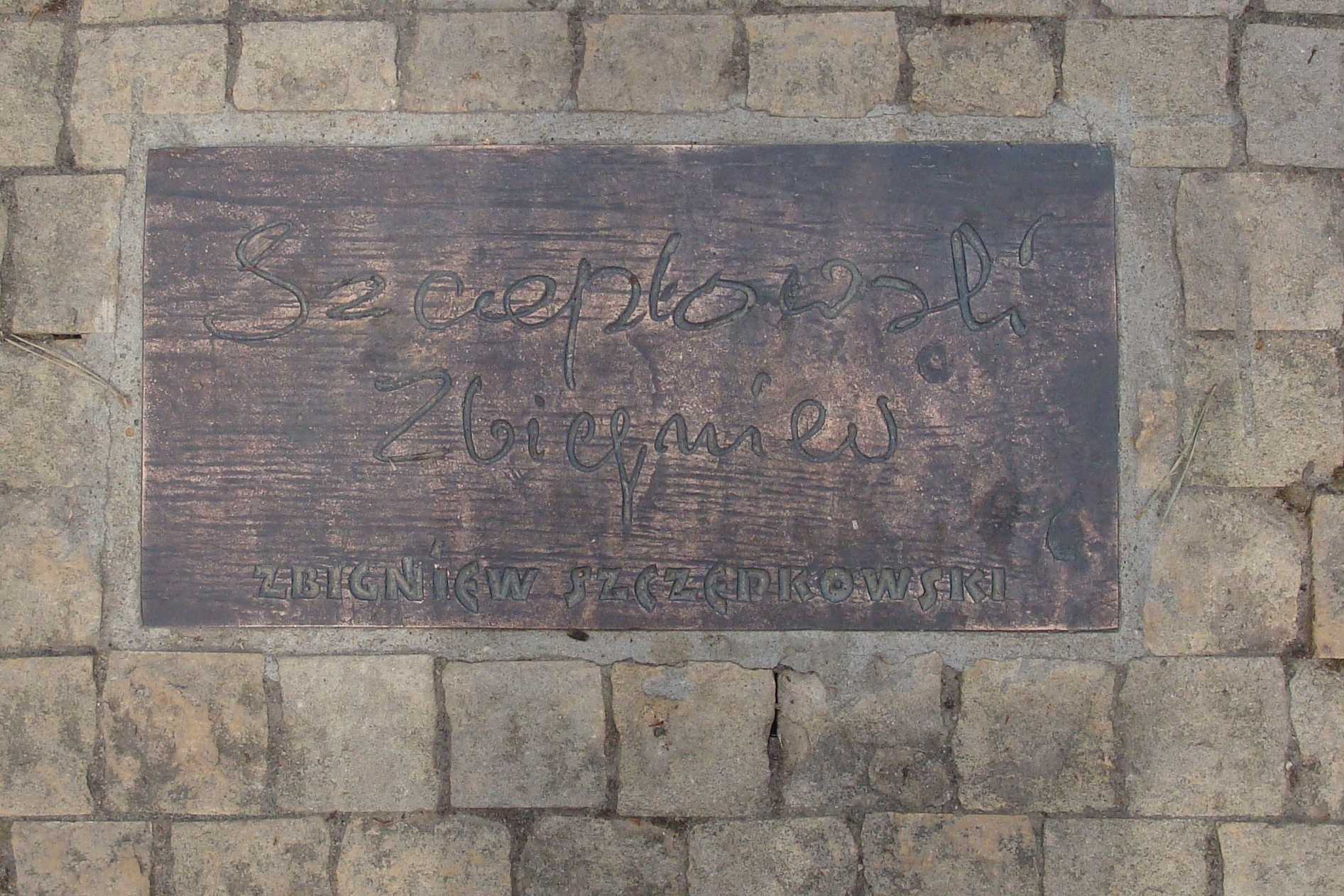
Tabliczka z podpisem Zbigniewa Szczepkowskiego w Alei Sław Kolarstwa Polskiego w Nałęczowie

Zbigniew Szczepkowski (ur. 4 maja 1952 w Nowogardzie, zm. 4 lutego 2019 w Warszawie) – polski kolarz, instruktor kolarstwa, żołnierz, trener, olimpijczyk z Montrealu 1976.
Zawodnik startujący zarówno na torze jak i na szosie. Mistrz Polski z 1980 w drużynowej jeździe na czas na dystansie 100 km (partnerami w drużynie byli Czesław Lang, Stefan Ciekański i Lechosław Michalak). Brązowy medalista mistrzostw Polski w indywidualnej jeździe na czas w 1980.
Na igrzyskach olimpijskich w 1976 w Montrealu wystartował w drużynowym wyścigu na 4 km na dochodzenie (partnerami byli Jan Jankiewicz, Czesław Lang i Krzysztof Sujka). Polska drużyna zajęła 5. miejsce.
W 1981 zajął 3. miejsce w klasyfikacji generalnej wyścigu Milk Race. 
Po zakończeniu kariery sportowej rozpoczął pracę trenera. Był również dyrektorem sportowym.
W listopadzie 2010 został odznaczony Krzyżem Oficerskim Orderu Odrodzenia Polski.
Pochowany w Nowogardzie.